# Fundata
Fundata là một xã thuộc hạt Brașov, România. Dân số thời điểm năm 2002 là 1017 người.